# Mollisonia
Mollisonia ist eine ausgestorbene, im Meer lebende Gattung der Spinnentiere (Arachnida) innerhalb der Gliederfüßer (Arthropoda).

## Merkmale
Vertreter der Gattung Mollisonia waren länglich, fast rechteckig in dorsaler und fast dreieckig in transversaler Ansicht. Das dorsale Exoskelett, bestehend aus einem Kopfschild, sieben Thoraxsegmenten (Tergiten) und einem Schwanzschild, besaß einen axialen Kamm. Die Thoraxsegmente waren in Länge und Breite etwa alle gleich beschaffen. Der Schwanzschild besaß auf der Oberfläche zwei oder drei Paar Quererweiterungen.
Extremitäten sind nicht erhalten geblieben.

## Fundorte
Arten der Gattung wurden im Burgess-Schiefer in Kanada, in der Kaili-Formation in China und in der Wheeler-Formation in Utah, Vereinigte Staaten, gefunden.

## Systematik
Mollisonia zeigt einige Ähnlichkeiten mit Corcorania Jell, 1980, Kuamaia Hou, 1987 und Sinoburius Hou, Ramsköld & Bergström, 1991, jedoch nicht mit Xandarella Hou et al., 1991, welche letzteren beiden Hou und Bergström jedoch in dieselbe Unterklasse Petalopleura einordneten. Da jedoch bei allen Funden die Extremitäten fehlen, konnte Mollisonia zunächst nicht genau klassifiziert werden. Simonetta und Delle Cave stellten sie 1975 in die monotypische Ordnung Mollisoniida mit der Familie Mollisoniidae. Im Jahr 2025 wurde die Gattung in die Klasse der Spinnentiere (Arachnida) eingeordnet. Die Untersuchung eines sehr gut erhaltenen Fossils von Mollisonia symmetrica zeigte überraschend starke Übereinstimmungen des Nervensystems mit dem moderner Spinnentiere.
Man unterscheidet zurzeit drei Arten:
- Mollisonia gracilis Walcott, 1912
- Mollisonia sinica Zhang et al., 2002
- Mollisonia symmetrica Walcott, 1912 (Typ)
(= Mollisonia rara Walcott, 1912)[3]